# RC5

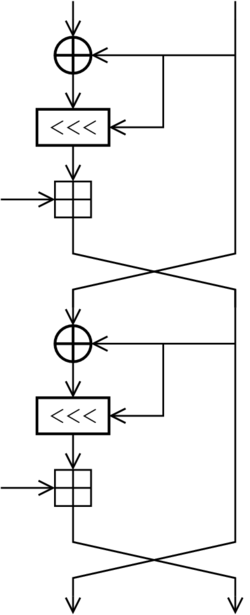
Um ciclo (2 meio-ciclos) da cifra em bloco RC5

RC5 é em criptografia uma cifra em bloco notável por sua simplicidade.
Foi desenvolvida por Ronald Rivest em 1994, RC permaneceu como "Rivest Cipher" (Cifrador de Rivest), ou "Ron's Code" (Código de Ron) (comparar RC2 e RC4). O então candidato a AES, RC6, foi baseado no RC5.

## Criptoanálise
RC5 de 12 ciclos (com blocos de 64 bits) é suscetível a um ataque criptoanalítico diferencial usando 244 textos simples específicos. O uso de 18 a 20 ciclos é sugerido como proteção suficiente.
A RSA Security, que possui uma patente do algoritmo, ofereceu uma série de prêmios de dez mil dólares para quem decifrasse um texto cifrado com RC5, mas estes desafios foram descontinuados em maio de 2007. Alguns destes desafios foram vencidos usando computação distribuída pela organização Distributed.net. Usando o método da força bruta, a Distributed.net desencriptou mensagens cifradas (através de RC5) utilizando chaves de 56 e 64 bits.